# John Walter Main
John Walter Main, avstralski general in vojaški inženir, * 30. maj 1900, † 26. september 1971.